# هانا أسدي
هانا ليليث أسدي (مواليد 1986) هي روائية أمريكية من أصول فلسطينية، ومؤلفة كتاب سونورا (2017) والنجوم ليست أجراسًا بعد (2022).

## نشأتها وتعليمها
وُلِدت أسدي لأم يهودية وأب فلسطيني. والدها (1943-2022) ولد في صفد وهاجر مع عائلته أثناء النكبة، وعاش أولاً في سوريا ثم في الكويت، درس لاحقًا في بيروجيا بإيطاليا، قبل أن ينتقل إلى مدينة نيويورك، حيث عمل في صناعة الشحن وسائق سيارة أجرة. عاشت والدة أسدي في فلورالا، ألاباما، حيث كانت عائلتها هي العائلة اليهودية الوحيدة في المدينة، قبل أن تنتقل إلى مدينة نيويورك. التقى الزوجان في تريبيكا في عام 1983، وتزوجا في العام التالي.
ولدت أسدي في مدينة نيويورك، وانتقلت عائلتها إلى أريزونا عندما كانت في الخامسة من عمرها. نشأت في سكوتسديل ، واحتفلت بالأعياد اليهودية وعيد الأضحى.
التحقت أسدي بجامعة كولومبيا، حيث حصلت على درجة البكالوريوس في دراسات الشرق الأوسط ودرجة الماجستير في الكتابة الإبداعية.

## حياتها العملية
كتبت أسدي روايتها الأولى في باريس، على الرغم من أنها قالت إن هذا العمل من غير المرجح أن يُنشر أبدًا.
بدأت رواية أسدي الأولى، سونورا، كمهمة للحصول على درجة الماجستير. نُشرت الرواية في عام 2017، وحصلت على جائزة مؤسسة عائلة روزنتال من الأكاديمية الأمريكية للفنون والآداب، وكانت من بين المرشحين النهائيين لجائزة PEN/ Robert W. Bingham لأول عمل روائي. قد تم استقباله بشكل إيجابي أيضًا من قبل Huffpost و Kirkus Reviews و و Publishers Weekly. في عام 2018، تم تكريمها ضمن قائمة "5 تحت 35" التي تقدمها مؤسسة الكتاب الوطني.
تم اختيار روايتها الثانية، النجوم ليست أجراسًا بعد، كأفضل كتاب لعام 2022 من قبل مجلة نيويوركر وإذاعة NPR ، وحظيت باستقبال إيجابي من قبل مجلة كيركس ريفيوز ، وناشري الأسبوع ، وفانيتي فير وواشنطن بوست. تُدرّس الخيال في كلية الفنون بجامعة كولومبيا ومعهد برات.

## حياتها الشخصية
انتقلت أسدي إلى مدينة نيويورك في منتصف العقد الأول من القرن الحادي والعشرين وتعيش في بروكلين اعتبارًا من عام 2022، وهي متزوجة ولديها طفلان. قالت إنها روحانية، لكنها ليست يهودية ولا مسلمة، لأن "الدين لا يتحدث إليها".